# Khnichet
Khnichet (en àrab الخنيشات, al-Ḫnīxāt; en amazic ⵅⵏⵉⵛⴰⵜ) és una comuna rural de la província de Sidi Kacem, a la regió de Rabat-Salé-Kenitra, al Marroc. Segons el cens de 2014 tenia una població total de 23.707 persones.